# Berdowszczyzna
Berdowszczyzna (biał. Бэрдаўшчына, Berdauszczyna; ros. Бердовщина, Bierdowszczina) – wieś na Białorusi, w obwodzie grodzieńskim, w rejonie iwiejskim, w sielsowiecie Gieranony. W 2009 roku liczyła 7 mieszkańców.